# Uniunea Națională pentru Progresul României
Uniunea Națională pentru Progresul României (UNPR) este un partid politic din România. Partidul își revendica o orientare politică de centru-stânga, cu doctrină social-democrată. Președintele actual și fondator al partidului este Gabriel Oprea, fostul ministru al Administrației și Internelor. Partidul a încercat să fuzioneze începând cu data de 20 iulie 2016 cu Partidul Mișcarea Populară,  fondat de fostul președinte al României, Traian Băsescu, însă acest proces a eșuat, partidul revenind pe scena politică din iunie 2018.

## Doctrina
UNPR se consideră o forță politică atașată valorilor naționale, ce critică politicile de dreapta, conservatoare și neoconservatoare. Partidul susține libertățile cetățenești și optează pentru o "eră a progresului". Uniunea are orientare social-democrată, dar optează și pentru una progresistă.

## Istorie
În 2008, membrii de partid ai PSD, PNL și PC, precum și ai altor fracțiuni, reprezentanți în Parlament, au ieșit din grupările lor, din cauza sprijinului pentru președintele Traian Băsescu. Ei au format grupul parlamentar al independenților. În mai 2010, aceștia s-au unit și au format UNPR, care, aliat cu PD-L și UDMR, a participat la guvernare. La data de 1 mai 2010, la congres, Marian Sârbu a fost ales președinte, Cristian Diaconescu - președinte de onoare, Gabriel Oprea - președinte executiv. La data de 15 decembrie 2011, Partidul Inițiativa Națională (PIN) a încheiat un protocol de fuziune prin absorbție cu UNPR. Liderul PIN, Lavinia Șandru, a devenit astfel vicepreședinte UNPR la nivel național. Ea a demisionat mai târziu din cauza că politica ecologistă nu era agreată de ceilalți membri.
În 2012, UNPR a fost înlăturat de la guvernare, prin căderea lui Mihai-Răzvan Ungureanu și a guvernului său. În 28 mai 2012, Marian Sârbu a demisionat din fruntea partidului, în urma demisiei sale Gabriel Oprea fiind ales președinte. După alegerile locale din 2012, UNPR a format împreună cu PSD-ul, Alianța de Centru-Stânga (ACS), fără a intra în Uniunea Social-Liberală. La data de 9 august 2012, noua alianță a fost înregistrată la tribunal. UNPR s-a alăturat USL după ce PNL și PC au acceptat ACS ca pilonul social al USL. UNPR trebuia să fuzioneze prin absorbție cu PSD în decembrie 2012, dar acest lucru nu s-a mai întâmplat.
Cristian Diaconescu, membru fondator și președinte se onorare al UNPR, a demisionat din partid după ce acesta a intrat în USL. El a fost numit de către președintele Traian Băsescu, consilier prezidențial în luna martie a anului 2012.
La alegerile parlamentare din decembrie 2012, UNPR a câștigat în alianță cu PSD, PNL și PC zece locuri în Camera Deputaților și cinci locuri în Senatul României. Din cauză că nu a avut numărul minim de parlamentari pentru a forma un grup parlamentar (12 deputați, 7 senatori), parlamentarii UNPR s-au alătural grupului PSD. Aceștia au votat în favoarea guvernului condus de Victor Ponta. Astfel, președintele partidului, Gabriel Oprea a devenit vicepremier.
La data de 29 iunie 2015, UNPR a fuzionat prin absorbție cu Partidul Poporului – Dan Diaconescu.
La data de 3 martie 2016, președintele Gabriel Oprea și-a anunțat demisia pentru a oferi mai multe șanse partidului la alegerile legislative, acesta fiind urmărit în două dosare penale. În urma acestei decizii a fost întrunită Conferința Națională a UNPR. În 26 martie 2016, Valeriu Steriu a fost ales noul președinte al partidului.
La data de 20 iulie 2016, UNPR a început fuziunea cu partidul fostului președinte al României, Traian Băsescu, Partidul Mișcarea Populară (PMP). Însă, acest proces a eșuat, UNPR revenind pe scena politică din iunie 2018. La Conferința Națională a partidului de la finalul anului, Gabriel Oprea a fost reales președinte.

## Conducerea
- Gabriel Oprea, președinte
- Nuțu Fonta, secretar-general

### Președinții UNPR
- Marian Sârbu (2010-2012)
- Gabriel Oprea (2012-2016)
- Valeriu Steriu (2016)